# 4823 Libenice
4823 Libenice è un asteroide della fascia principale. Scoperto nel 1986, presenta un'orbita caratterizzata da un semiasse maggiore pari a 2,1590162 UA e da un'eccentricità di 0,1074859, inclinata di 1,11797° rispetto all'eclittica.